# FN HP-DA
Die FN HP-DA ist eine belgische Selbstladepistole, die von Unternehmen Fabrique Nationale Herstal hergestellt wird. Sie wird auch als Browning HP-DA vertrieben.

## Geschichte
Dieses Modell stellt die Weiterentwicklung der weit verbreiteten FN Browning HP dar. Das Vorgängermodell HP war nahezu 50 Jahre lang produziert worden, bevor die Modernisierung abgeschlossen wurde. Das Hauptmerkmal der neuen HP-DA (DA für Double Action) ist ein Spannabzug, den die Urversion bisher vermissen ließ. Zusätzlich verfügt die Waffe über einen Entspannhebel, um den Hahn sicher in Ausgangsposition bringen zu können. Der Hebel kann von Rechts- wie Linkshändern bedient werden, nach einem Umbau auch die Magazinsperre. Der Schlagbolzen der Pistole wird durch eine Sicherung solange blockiert, bis der Abzug ganz durchgedrückt wird. Damit ist die Waffe fallsicher.

## Einsatz
Der Hersteller plante, an den kommerziellen Erfolg der HP anzuknüpfen, doch dazu erfolgte diese längst überfällige Erneuerung zu spät. Der Anteil am lukrativen Markt für moderne Dienstpistolen blieb gering. So schied die Waffe bereits im Vorfeld der Ausschreibung für die neue Dienstpistole der United States Army aus. Auch die British Army, die das Vormodell als L9A1 führte, zog ein anderes Fabrikat vor. Bislang nahmen nur die finnischen Streitkräfte die Pistole in ihre Ausrüstung auf.

## Versionen
- HP-DAC: verkleinerte siebenschüssige Kompaktversion
- HP-DAM: Mediumversion
- HP-DAO: (Double Action Only), Version mit permanentem Spannabzug, ohne Hahnsporn